# Marishes

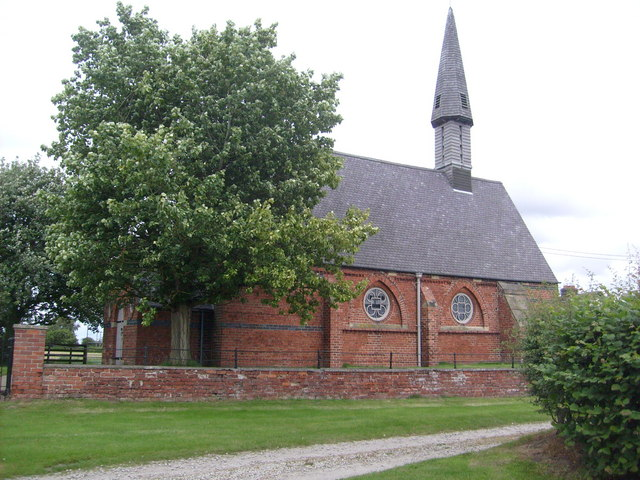

Marishes est une paroisse civile du Yorkshire du Nord, en Angleterre.